# Хлої Айзек
Хлої Айзек (англ. Chloé Isaac, 5 червня 1991) — канадська плавчиня.
Учасниця Олімпійських Ігор 2012 року.
Призерка Чемпіонату світу з водних видів спорту 2009, 2011 років.
Переможниця Ігор Співдружності 2010 року.